# Satélite regular

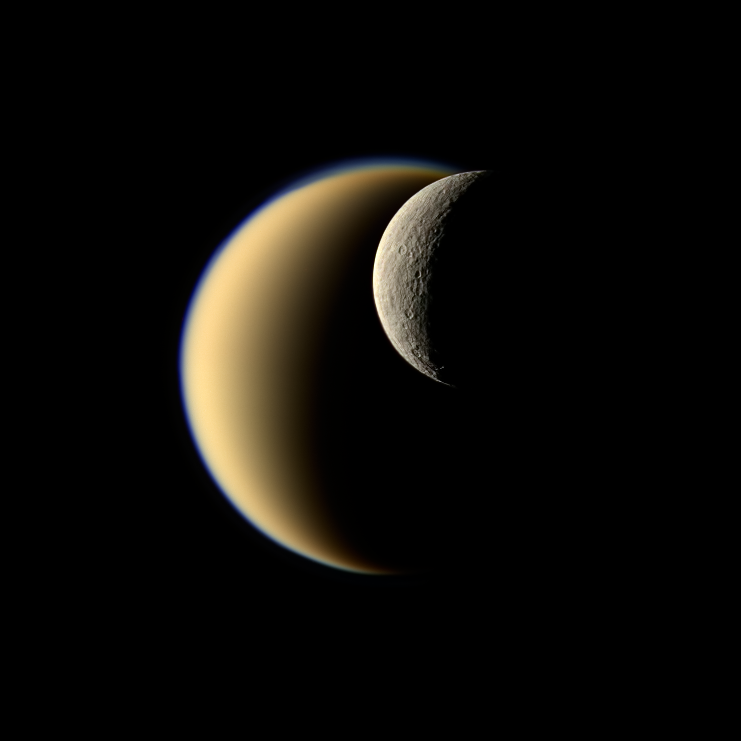
Titã (crescente maior) e Reia (crescente menor), dois satélites regulares de Saturno

Em astronomia, um satélite regular é um satélite natural que segue uma órbita relativamente próxima, estável e circular, geralmente alinhada ao equador de seu primário. Elas se formam dentro de discos de detritos e gás que antes envolviam seu primário, geralmente o resultado de uma grande colisão ou material restante acumulado do disco protoplanetário. As luas regulares jovens começam então a acumular material dentro do disco circunplanetário em um processo semelhante à acreção planetária, ao contrário dos satélites irregulares, que se formaram independentemente antes de serem capturadas em órbita ao redor do primário.
Os satélites regulares são extremamente diversificados em suas características físicas. Os maiores são maciços o suficiente para serem gravitacionalmente arredondados, sendo que duas luas regulares - Ganímedes e Titã - são maiores que o planeta Mercúrio. Os grandes satélites regulares também apresentam geologia variada e complexa. Sabe-se que vários satélites regulares têm atmosferas, embora apenas um deles - Titã - abrigue uma atmosfera significativa capaz de suportar o tempo e o clima. Como resultado de sua complexidade, os satélites regulares arredondados são frequentemente considerados planemos por cientistas planetários. Em contraste, os menores satélites regulares não têm geologia ativa. A maioria tem muitas crateras e formas irregulares, muitas vezes se assemelhando a pequenos asteroides e outros corpos menores.
Seis dos oito planetas do Sistema Solar abrigam 60 satélites regulares combinados, sendo que os quatro planetas gigantes - Júpiter, Saturno, Urano e Netuno - abrigam os sistemas de satélites regulares mais extensos e complexos. Pelo menos quatro dos nove planetas anões mais prováveis também hospedam sistemas regulares de satélites: Plutão, Eris, Haumea e Orcus.

## Origem e características orbitais

### Formação
Os satélites regulares têm vários mecanismos de formação diferentes. Em geral, acredita-se que os satélites regulares dos planetas gigantes tenham se formado a partir de material de acreção dentro de discos circunplanetários, crescendo progressivamente a partir de satélites lunares menores, de maneira semelhante à formação dos planetas. Várias gerações de sistemas de satélites regulares podem ter se formado em torno dos planetas gigantes antes que as interações com o disco circunplanetário e entre si resultassem em uma espiral para dentro do planeta-mãe. Quando o influxo de gás para o planeta-mãe começa a terminar, os efeitos da migração induzida por gás diminuem, permitindo que uma geração final de luas sobreviva.
Em contrapartida, acredita-se que a Lua da Terra e os cinco satélites de Plutão tenham se originado de impactos gigantes entre dois protoplanetas no início da história do Sistema Solar. Esses impactos ejetaram um disco denso de detritos em órbita, de onde os satélites podem se acrescer. O modelo de impacto gigante também foi aplicado para explicar a origem de outros sistemas de satélites de planetas anões, incluindo a lua de Éris, Dysnomia, a lua de Orcus, Vanth, e o anel e as duas luas de Haumea. Em contraste com os sistemas regulares de luas dos planetas gigantes, os impactos gigantes podem dar origem a satélites excepcionalmente maciços; a proporção de massa de Caronte em relação a Plutão é de aproximadamente 0,12.
Os satélites regulares também podem se originar de eventos de ruptura secundária, sendo fragmentos de outras satélites regulares após colisões ou devido à ruptura por maré. Os satélites regulares de Netuno são provavelmente exemplos disso, pois a captura do maior satélite de Netuno - Tritão - teria perturbado gravemente o sistema lunar primordial existente. Uma vez que Tritão foi amortecido pela maré em uma órbita de excentricidade mais baixa, os detritos resultantes da ruptura das luas primordiais foram recriados nas atuais satélites regulares de Netuno.

#### Satélites marcianos
Apesar da extensa exploração de Marte, a origem dos dois satélites de Marte continua sendo objeto de debate contínuo. Fobos e Deimos foram originalmente propostos como asteroides capturados originários do cinturão de asteroides vizinho e, portanto, não seriam classificados como satélites regulares. Suas semelhanças com asteroides do tipo C no que diz respeito a espectros, densidade e albedo apoiaram ainda mais esse modelo.
No entanto, o modelo de captura pode ser inconsistente com as órbitas pequenas, de baixa excentricidade e baixa inclinação dos dois satélites, que são mais típicas de satélites regulares. A natureza de pilha de entulho [en] de Fobos apontou ainda mais contra uma origem capturada, e observações em infravermelho de Deimos pela sonda Hope revelaram que a superfície da lua é de composição basáltica, mais consistente com uma origem em torno de Marte. Como resultado, vários modelos para a formação in situ de Fobos e Deimos foram propostos para explicar melhor suas origens e configuração atual, incluindo um cenário de impacto gigante semelhante ao que formou a Lua e um modelo de “reciclagem” para Fobos.

### Características orbitais

Órbitas dos satélites regulares de Júpiter, demonstrando as órbitas organizadas e de baixa excentricidade típicas dos satélites regulares

Os satélites regulares são caracterizados por órbitas prógradas, geralmente com pouca inclinação orbital ou excentricidade em relação ao seu corpo parental. Essas características são, em grande parte, limitadas por suas origens e interações de maré subsequentes com o corpo parental. No caso dos sistemas de satélites de planetas gigantes, da mesma forma que os discos protoplanetários, o material infalível ao redor de um planeta em formação se achata em um disco alinhado com o equador do planeta devido à conservação do momento angular. Como consequência, quaisquer luas formadas a partir do disco circunplanetário orbitarão de forma aproximadamente coplanar com o equador do planeta; mesmo que perturbações futuras aumentem a inclinação de uma lua, os efeitos de maré trabalham para, eventualmente, diminuí-la de volta a um estado coplanar. Da mesma forma, a circularização das marés age para diminuir a excentricidade dos satélites regulares, dissipando a energia em direção a uma órbita circular, que é um estado de energia mínima. Vários satélites regulares se afastam desses traços orbitais, como a órbita excepcionalmente excêntrica de Hipérion e a órbita excepcionalmente inclinada de Miranda, mas, nesses casos, a excentricidade e a inclinação orbitais são frequentemente aumentadas e subsequentemente mantidas por interações ressonantes com os satélites vizinhos.
As ressonâncias orbitais são uma característica comum em sistemas de satélites regulares e são um aspecto crucial em sua evolução e estrutura. Essas ressonâncias podem excitar a excentricidade e a inclinação das luas participantes, levando a um aquecimento de maré considerável que pode sustentar a atividade geológica. Um exemplo particularmente aparente disso é a cadeia de ressonância de movimento médio (MMR) 1:2:4 da qual participam Io, Europa e Ganimedes, contribuindo para o vulcanismo de Io e o oceano líquido subsuperficial de Europa. As ressonâncias orbitais e as quase-ressonâncias também podem atuar como um mecanismo de estabilização e condução, permitindo que as luas fiquem muito próximas e, ao mesmo tempo, permaneçam estáveis, como se acredita ser o caso das pequenas luas externas de Plutão. Descobriu-se que um pequeno número de satélites regulares participa de várias configurações coorbitais [en], como os quatro satélites troianos de Tétis e Dione no sistema saturniano.

#### Satélites pastores
Os satélites regulares que orbitam perto ou em um sistema de anéis podem interagir gravitacionalmente com o material próximo, confinando o material em anéis estreitos ou limpando as lacunas dentro de um anel em um processo conhecido como “pastoreio”. As luas pastoras também podem atuar como uma fonte direta de material do anel ejetado por impactos. O material pode, então, ser encurralado pela lua em seu caminho orbital, como o anel Jano-Epimeteu ao redor de Saturno.

## Características físicas

### Geologia

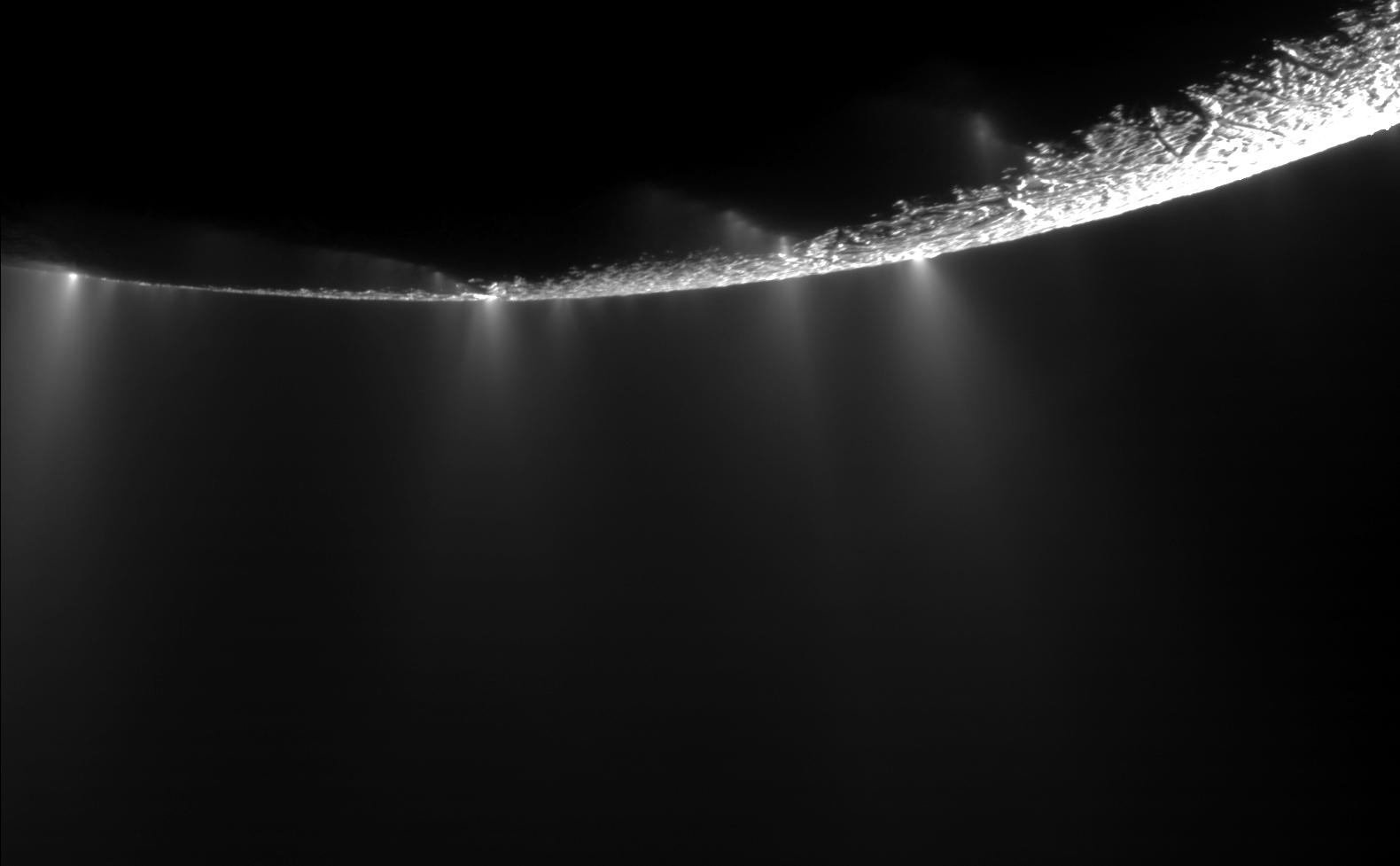
Plumas ativas no polo sul do satélite de Saturno, Encélado, alimentadas por um oceano subsuperficial global de água líquida

Dos dezenove satélites regulares grandes o suficiente para serem gravitacionalmente arredondados, vários deles mostram atividade geológica e muitos outros exibem sinais de atividade passada. Sabe-se que vários satélites regulares, como Europa, Titã e Encélado, abrigam oceanos subsuperficiais globais de água líquida, mantidos pelo aquecimento das marés de seus respectivos planetas primários. Esses oceanos subsuperficiais podem impulsionar uma variedade de processos geológicos, incluindo criovolcanismo generalizado, ressurgimento e tectônica, atuando como reservatórios de “criomagma” que podem ser erupcionados na superfície da lua.
Io é incomum, pois, ao contrário da maioria dos satélites regulares dos planetas gigantes, sua composição é rochosa, com pouquíssima água. Em vez disso, seus altos níveis de vulcanismo provocam a erupção de grandes fluxos basálticos que fazem o satélite ressurgir continuamente, além de ejetar grandes volumes de enxofre e dióxido de enxofre em sua tênue atmosfera. De forma análoga aos oceanos subsuperficiais de água líquida em satélites gelados como Europa, Io pode ter um oceano subsuperficial de magma de silicato abaixo de sua crosta, alimentando a atividade vulcânica de Io.

### Atmosferas
Atmosferas significativas em satélites regulares são raras, provavelmente devido ao tamanho comparativamente pequeno da maioria dos satélites regulares, o que leva a altas taxas de escape atmosférico. Atmosferas mais finas foram detectadas em vários satélites regulares; todas as luas galileanas têm atmosferas conhecidas. As atmosferas esparsas de Europa, Ganimedes e Calisto são compostas em grande parte por oxigênio expelido de suas superfícies geladas devido ao intemperismo espacial. A atmosfera de Io é produzida endogenamente por desgaseificação vulcânica, criando uma atmosfera fina composta principalmente de dióxido de enxofre (SO2). Como a temperatura da superfície de Io está abaixo do ponto de deposição do dióxido de enxofre, a maior parte do material desgaseificado congela rapidamente em sua superfície, embora permaneça incerto se a desgaseificação vulcânica ou a sublimação é o principal sustentador da atmosfera de Io.
Um dos satélites regulares, Titã, abriga uma atmosfera densa dominada por nitrogênio, bem como lagos de hidrocarbonetos estáveis em sua superfície. As complexas interações entre a atmosfera espessa e nebulosa de Titã, sua superfície e seu “ciclo de hidrocarbonetos” levaram à criação de muitas características incomuns, incluindo cânions e planícies de inundação erodidas por rios, possível topografia cárstica e extensos campos de dunas equatoriais.

### Rotação
A maioria dos satélites regulares tem a sua maré ligada ao planeta primário, embora sejam conhecidas várias exceções. Uma dessas exceções é Hipérion, de Saturno, que apresenta rotação incerta devido à influência gravitacional de Titã em sua forma irregular; a rotação incerta de Hipérion pode ser ainda mais facilitada por sua ressonância orbital 3:4 com Titã. As quatro pequenas luas circumbinárias de Plutão, que são alongadas de forma semelhante, também giram caoticamente sob a influência de Caronte e geralmente têm inclinações axiais muito altas. Hi'iaka, a maior lua externa de Haumea, revelou ter um período de rotação muito rápido de aproximadamente 9,8 horas por meio de dados de curvas de luz, aproximadamente 120 vezes mais rápido que seu período orbital. Os resultados para Namaka foram menos claros, apontando potencialmente para um período de rotação mais lento ou uma configuração de polo, com uma inclinação axial significativa em relação ao seu plano orbital.
De forma única, Caronte é grande o suficiente para também ter bloqueado Plutão por maré, criando um estado de bloqueio mútuo por maré em que Caronte só é visível de um hemisfério de Plutão e vice-versa. Da mesma forma, Éris foi observada bloqueada por tidra com seu satélite Dysnomia, o que pode indicar uma densidade excepcionalmente alta para o satélite.

### Interações planeta-satélite

Pontos aurorais brilhantes nas auroras setentrionais de Júpiter, contribuídos pelos satélites galileanos

Devido à sua natureza próxima e às longas histórias compartilhadas, os satélites regulares podem ter uma influência significativa em seus primários. Um exemplo familiar disso são as marés oceânicas criadas pela Lua na Terra. Assim como a Terra gera protuberâncias de maré na Lua, o que resulta no acoplamento das marés, a Lua gera protuberâncias de maré na Terra, que se manifestam de forma mais perceptível como o aumento e a diminuição do nível do mar local, quase que diuturnamente (embora a topografia costeira local possa resultar em padrões semidiurnos ou complexos).
A atividade vulcânica de Io resulta em interações extremas com Júpiter, construindo o toro de plasma de Io em uma região aproximadamente toroidal que circunda a órbita de Io, bem como uma nuvem neutra de átomos de enxofre, oxigênio, sódio e potássio que circunda imediatamente o satélite. Os íons que escapam do toro de plasma são responsáveis pela magnetosfera extraordinariamente extensa de Júpiter, gerando uma pressão interna que a infla por dentro. O intenso campo magnético de Júpiter também acopla um intenso tubo de fluxo com a atmosfera de Io e sua nuvem neutra associada à atmosfera superior polar de Júpiter, gerando uma intensa região de brilho auroral. Tubos de fluxo semelhantes, embora muito mais fracos, também foram descobertos associados aos outros satélites galileanos.

## Exploração
Devido à sua capacidade de suportar grandes volumes internos de água líquida, os satélites regulares do Sistema Solar exterior são de particular interesse para os cientistas como alvos na busca por vida extraterrestre. Acredita-se que os oceanos subterrâneos sejam capazes de abrigar uma química orgânica complexa, uma expectativa que foi apoiada após a possível detecção indireta de vários sais no oceano de Europa e a detecção de compostos orgânicos e cianeto de hidrogênio nas plumas de Enceladus. Como resultado, foram propostas e lançadas missões dedicadas a investigar a natureza e a possível habitabilidade de vários oceanos internos de satélites regulares.

### Missões ativas
- Jupiter Icy Moons Explorer (Juice) é uma missão desenvolvida e lançada pela Agência Espacial Europeia (ESA) que planeja estudar Europa, Ganimedes e Calisto e investigar seus respectivos oceanos subterrâneos. A Juice está atualmente a caminho de Júpiter.[44]

### Missões em desenvolvimento
- A Europa Clipper é uma missão atualmente em desenvolvimento pela NASA, com a intenção de realizar 44 sobrevoos de Europa para investigar melhor o interior de Europa e a atividade da pluma. A espaçonave pretende ser lançada em outubro de 2024.[45]
- A Martian Moons eXploration [en] (MMX) é uma missão de retorno de amostras que está sendo desenvolvida pela JAXA. A sonda pretende ser lançada em 2026, chegando a Marte em 2027 e coletando dados sobre Phobos antes de coletar uma amostra da superfície da lua e retornar à Terra em 2031. Um dos principais objetivos da MMX é restringir melhor as origens e a história das luas de Marte.[46]
- A Dragonfly é uma missão em desenvolvimento pela NASA para enviar uma aeronave robótica de asas rotativas à superfície de Titã com o objetivo de pesquisar a complexa química atmosférica e terrestre de Titã.[47] A Dragonfly atualmente planeja ser lançada em julho de 2028.[48]